# Otto Andréasson
Otto Wilhelm Andréasson, född 7 augusti 1893 i Laholm, död 26 oktober 1971, var en svensk jurist. 
Andréasson, som var son till lantbrukare Andreas Johansson och Johanna Andersson, blev juris kandidat vid Lunds universitet 1926. Han var tillförordnad borgmästare i Kungsbacka stad 1930–1934 och kommunalborgmästare där 1935–1960. Han var även notarius publicus i Kungsbacka, ordförande i fattigvårdsstyrelsen, hälsovårdsnämnden, byggnadsnämnden och taxeringsnämnden samt tryckfrihetsombud i Kungsbacka från 1938.